# Christoph Bernhard von Galen
Christoph Bernhard von Galen (Drensteinfurt, 12 ottobre 1606 – Ahaus, 19 settembre 1678) è stato un vescovo cattolico tedesco.
Dal 1650 al 1678 fu principe-vescovo di Münster.

## Biografia

### I primi anni e la conversione al cattolicesimo
Christoph Bernhard von Galen nacque il 12 ottobre 1606 in seno alla nobile famiglia aristocratica dei von Galen, di religione luterana. Suo padre, Dietrich von Galen, aveva dei possedimenti sul Baltico, dove si era guadagnato il titolo di maresciallo di Curlandia. Nel corso di un'assemblea di stato tenutasi a Münster, ad ogni modo, Dietrich uccise il maresciallo ereditario di Münster, Gerd Morrien zu Nordkirchen, il 15 febbraio 1607 e di conseguenza venne imprigionato per dodici anni al castello di Bevergern. Dal momento che sua moglie scelse di accompagnarlo volontariamente nella sua detenzione, nel 1616 il giovane Christoph Bernhard venne posto sotto tutela dello zio Heinrich von Galen, canonico a Münster, il quale gli diede un'educazione cattolica, iscrivendolo al collegio dei gesuiti della città, il Paulinum.
Nel 1619, all'età di 13 anni, iniziò a lavorare per il capitolo della cattedrale di Münster. Nel 1626, raggiunta ormai l'età per compiere i propri studi, passò dapprima a Colonia e poi a Magonza, sempre presso i gesuiti. Visitò anche Bourges e Bordeaux, in Francia, tornando a Münster nel luglio del 1627. Nel 1630 divenne tesoriere della cattedrale e nel 1634 divenne consigliere spirituale (Geistlicher Rat) del vescovo Ferdinando di Baviera, per il quale compì diverse missioni diplomatiche. Prese parte in particolare ai negoziati con i generali imperiali in Vestfalia al termine della Guerra dei trent'anni, per conto della diocesi.

### La carriera ecclesiastica

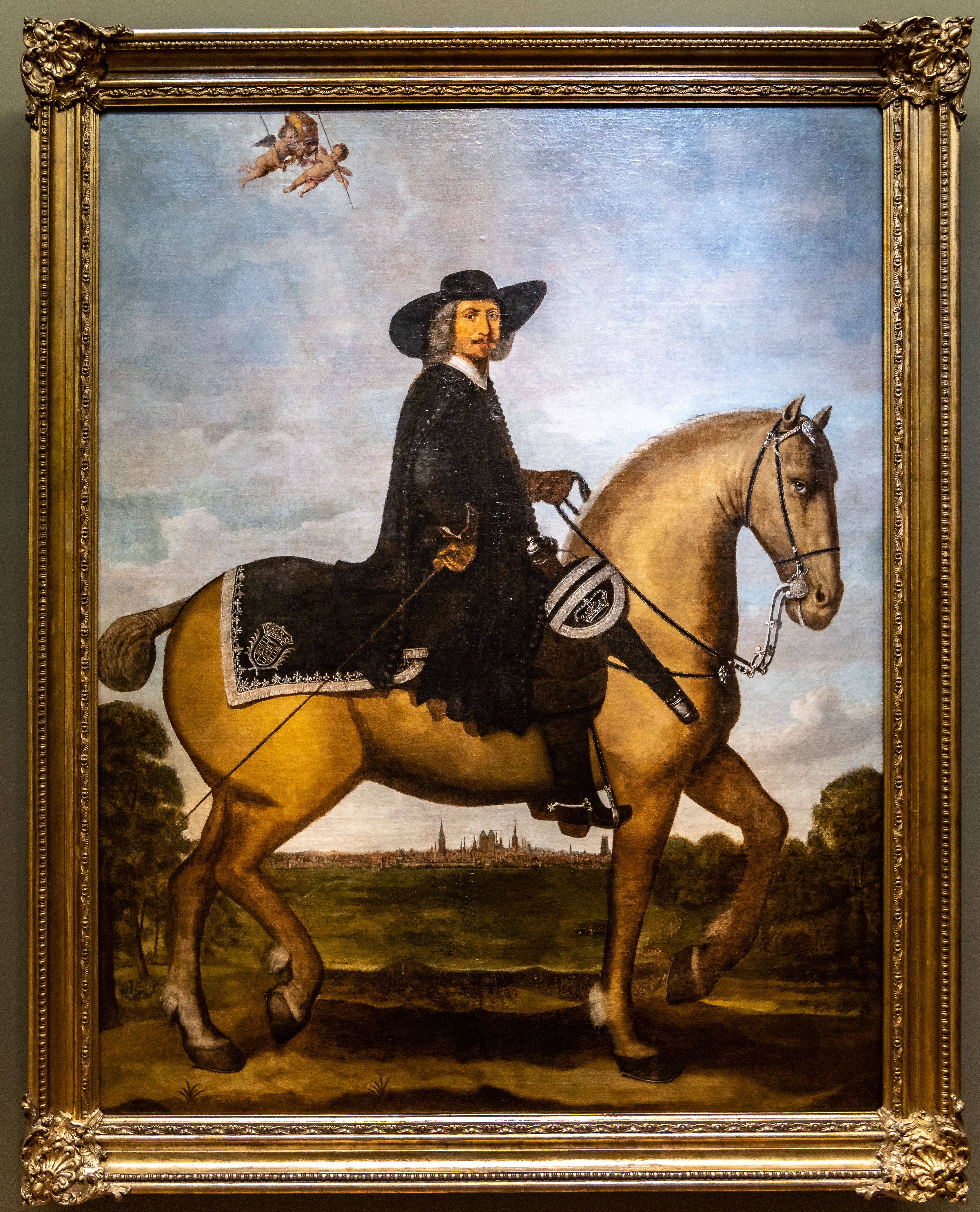
Ritratto equestre di Christoph Bernhard von Galen realizzato da Wolfgang Heimbach

Ridotto in povertà per la perdita dell'eredità paterna, decise di intraprendere la carriera ecclesiastica e prendere gli ordini sacri, schierandosi a favore dell'imperatore Ferdinando III del Sacro Romano Impero nelle ultime fasi della Guerra dei trent'anni. Nel 1650 venne eletto principe-vescovo di Münster, succedendo a Ferdinando di Baviera.
Dopo aver riportato pace e prosperità nel suo principato, Galen riuscì a contenere una spaventosa insurrezione scoppiata tra i cittadini di Münster, occupando militarmente la città nel 1661. A capo del più grande principato ecclesiastico dell'intero Sacro Romano Impero, divenne una delle personalità più influenti dell'Europa dell'epoca. Nel 1664 venne prescelto quale uno dei responsabili dell'armata imperiale contro i Turchi, ma le sue truppe si portarono a combattere troppo in ritardo; dopo la firma della pace e la vittoria dei cristiani nella battaglia di San Gottardo nell'agosto del 1664, diede aiuto a Carlo II d'Inghilterra nella sua seconda guerra anglo-olandese contro i Paesi Bassi sino all'intervento di Luigi XIV di Francia e Federico Guglielmo I di Brandeburgo che lo costrinsero alla firma della svantaggiosa pace di Cleve nel 1666.
Quando von Galen attaccò nuovamente i Paesi Bassi sei anni dopo nella guerra franco-olandese, questa volta egli era alleato con il re di Francia che lo aiutò a catturare Groenlo. Le sue truppe conquistarono anche Deventer e Coevorden e si fermarono solo nei pressi della città di Groninga, non riuscendo ad occuparne la costa settentrionale perché gli abitanti locali avevano rotto le dighe dei fiumi della zona, allagando la pianura attorno alla città. Tentò comunque di bombardare la città con la sua artiglieria, guadagnandosi il soprannome di Bommen Berend ("Bernardo il bombardiere") presso i suoi nemici. Nell'ottobre del 1674 ritirò le sue truppe dalla Repubblica Olandese e rinunciò definitivamente all'idea di restaurare il cattolicesimo nelle province orientali. Nel 1675 disertò il suo ex alleato francese e combatté nuovamente per l'imperatore Leopoldo I del Sacro Romano Impero contro la Francia. Assieme al Brandeburgo ed alla  Danimarca, attaccò Carlo XI di Svezia e conquistò il ducato di Brema nella campagna di Brema-Verden, nel corso della guerra suedo-brandeburghese.
Von Galen morì ad Ahaus.

## Genealogia episcopale
La genealogia episcopale è:
- Cardinale Bonifazio Caetani
- Cardinale Pier Paolo Crescenzi
- Arcivescovo Malatesta Baglioni
- Cardinale Franz Wilhelm von Wartenberg
- Vescovo Christoph Bernhard von Galen